# Едуард Маус
Едуард Маус (нім. Eduard Maus; 1888 — ?) — німецький військовий ветеринар, доктор ветеринарії, генерал-майор ветеринарної служби вермахту (1 липня 1942).

## Біографія
Учасник Першої світової війни. З 15 червня 1939 року — головний ветринар 4-го армійського корпусу і 4-ї піхотної дивізії, з 10 вересня 1941 по 1 травня 1942 року — 15-ї армії.

## Нагороди
- Залізний хрест 2-го і 1-го класу
- Медаль «За відвагу» (Гессен)
- Почесний хрест ветерана війни з мечами (1934)
- Медаль «За вислугу років у Вермахті» 4-го, 3-го і 2-го класу (18 років; 2 жовтня 1936)
- Медаль «За Атлантичний вал»
- Хрест Воєнних заслуг 2-го і 1-го класу з мечами